# 菊間陽介
菊間 陽介（きくま ようすけ、1985年 - ）は、日本の実業家、ワールド航空サービス代表取締役社長。

## 人物・経歴
1985年生まれ。神奈川県出身。2008年、立教大学観光学部卒業。2010年、英国サリー大学大学院修士課程修了。
2013年、ワールド航空サービス入社。旅行会社のプランナーとして、世界遺産厳島神社でのウィーンフィルメンバーによる貸し切りコンサートツアーや、長崎のグラバー園でのオペラ『蝶々夫人』の舞台夜会、地方都市での長期滞在の旅、地域や風土の歴史や文化を表現するローカルガストロノミーや漁港等での食に注目したツアーなど、テーマ性や話題性のあるツアーを企画する。
2020年、一橋大学大学院経営管理研究科修了（MBA）。同年、ワールド航空サービス取締役に就任。
2023年、同社取締役営業本部長を経て、同社代表取締役社長に就任。